# Rhododendron chamaethomsonii
Rhododendron chamaethomsonii är en ljungväxtart som först beskrevs av Tagg och Forrest, och fick sitt nu gällande namn av John Macqueen Cowan och Davidian. Rhododendron chamaethomsonii ingår i släktet rododendron, och familjen ljungväxter.

## Underarter
Arten delas in i följande underarter:
- R. c. chamaedoron
- R. c. chamaethauma